# Еміне Назікеда Кадин Ефенді
Еміне́ Назікеда́ Кади́н Ефе́нді (тур. Emine Nazikeda Kadın Efendi; 9 жовтня 1866, Цабал, Абхазія — 4 квітня 1941 року, Каїр, Єгипет) — турецька принцеса, перша дружина останнього османського султана Мехмеда Вахідеддіна.

## Ранні роки
Походить з абхазького княжого роду Маршан: дочка Хасан-бея Маршанії і його дружини Фатьми Хореджан Аредби. 1877 році її, разом із сестрами (Дар'ял і Наджіє-ханим) і кузинами (Румейсою, Пакізе, Фатьмою і Каміле-ханим), відправлено в палац до Джемілє Султан, у якої служила тітка Еміне Сузіділь-ханим. У палаці Джемілє Еміне здобула приватну освіту; грала на піаніно і захоплювалася їздою на конях. Пізніше її призначено придворною дамою дочки Джемілє — Фатьме-ханим. Тут її помітив шехзаде Мехмед.

## Шлюб
8 червня 1885 року в палаці Ортакей в Стамбулі Еміне стала дружиною майбутнього султана. В служіння до неї потрапили кілька її родичок, серед яких Румейса Аредба, Лейла Ачба і Шахінде Маршанія. 1892 року вона стала матір'ю Фатьми Улвіє Султан; а два роки потому народила ще одну доньку — Рукіє Сабіху Султан. Крім того, її вважають матір'ю Мюніре Султан, народженої 1888 року.
Під час війни Еміне займалася благодійністю, часто відвідувала школи, лікарні й мечеті.

## Вигнання і смерть
1922 року чоловіка позбавлено влади і вислано з країни. Еміне разом з іншими членами султанської родини піддано домашньому арешту в палаці Феріє. 10 березня 1924 року новий парламент видав указ про депортацію всіх членів султанської родини. Еміне разом з сім'єю приєдналася до чоловіка в Санремо, Італія.
Після смерті чоловіка 1926 року Еміне деякий час жила у Франції, а 1929 року переїхала в Каїр, де й померла 4 квітня 1941 року. Похована на цвинтарі Аббасіє.